# گئورگ کانتور
گئورگ فردیناند لودویگ فیلیپ کانتور (۳ مارس ۱۸۴۵؛ [در برخی منابع ۱۹ فوریه نیز گزارش شده] – ۶ ژانویه ۱۹۱۸) ریاضی‌دانی آلمانی بود. آوازهٔ کانتور بیشتر به‌خاطر ابداع نظریه مجموعه‌ها می‌باشد چرا که امروزه به نظریه‌ای بنیادین در ریاضیات تبدیل شده‌است. کانتور ایدهٔ تناظر یک به یک میان اعضای دو مجموعه را مطرح کرد، مفهوم بی‌نهایت و مجموعه‌های خوش‌ترتیب را تعریف نمود، و همچنین ثابت کرد که مجموعه اعداد حقیقی «بزرگتر» از مجموعه اعداد طبیعی است. در حقیقت، روش کانتور در اثبات این قضیه نشان می‌داد که مجموعه‌ای نامتناهی از بی‌نهایت‌ها وجود دارد. او اعداد اصلی و ترتیبی و حساب آن‌ها را تعریف کرد. دستاورد کانتور از لحاظ فلسفی نیز جایگاه ویژه‌ای دارد و وی نیز به‌نیکی از این حقیقت آگاه بود.
در ابتدا تصور می‌شد که نظریه کانتور دربارهٔ اعداد ترامتناهی (ترانسفینی) تا حدود زیادی خلاف شهود—یا حتی تکان‌دهنده—است، تا آنجا که با مقاومت شدید هم‌عصران او همچون لئوپولد کرونکر و آنری پوانکاره، و بعدها هرمان ویل و لوئیتزن اخبرتوس یان براور قرار گرفت، و لودویگ ویتگنشتاین نیز در مورد نظریهٔ او ایرادهای فلسفی بیان نمود. برخی از علمای مسیحی (به‌ویژه پیروان جدید فلسفه مدرسی) نیز می‌پنداشتند که دستاورد کانتور چالشی است بر یکتایی بی‌نهایت مطلق در طبیعت خدا؛ یعنی برابر دانستن نظریه اعداد ترامتناهی با همه‌خدایی، در حالی‌که کانتور چنین مدعایی را به‌شدت رد می‌کرد. این انتقادها در برخی مواقع حتی شدت بیشتری می‌یافتند: پوانکاره از ایده‌های کانتور به‌عنوان بیماری گریوز یاد می‌کرد و می‌گفت که این بیماری نظام ریاضیات را عفونی می‌کند. کرونکر نیز در نزد عموم به‌مخالفت صریح با کانتور برمی‌خاست و به‌وی حملات شخصی می‌کرد؛ از جمله این‌که از او به‌عنوان یک "شارلاتان علمی،" یک "ازدین‌برگشته" و یک "فاسدکنندهٔ جوانان" یاد می‌کرد. کرونکر حتی از اثبات کانتور مبنی بر شمارا بودن اعداد جبری و ناشمارا بودن اعداد متعالی ایراد می‌گرفت، در حالی‌که امروزه این نتایج بخشی از برنامه استاندارد دروس ریاضی هستند. حتی دهه‌ها پس از مرگ کانتور، ویتگنشتاین با دریغ نوشت که ریاضیات "مورد تاخت‌وتاز اصطلاحات آسیب‌رسان نظریه مجموعه‌ها قرار گرفته‌است." وی چنین اصطلاحاتی را "مزخرف مطلق،" "خنده‌آور،" و "نادرست" تلقی می‌کرد. گفته می‌شود که علت مجموعه افسردگی‌های کانتور از ۱۸۸۴ تا پایان زندگی او، دشمنی بسیاری از معاصرانش با وی بوده‌است، اگرچه برخی نیز از این افسردگی‌ها به‌عنوان ظهور اختلال دوقطبی در وی یاد می‌کنند.
این انتقادهای شدید، بعدها به تحسین و تمجید تبدیل شدند. در سال ۱۹۰۴، انجمن سلطنتی جایزهٔ مدال سیلوستر را به‌وی داد که به‌عنوان بزرگترین جایزه و افتخاری تلقی می‌شود که برای دستاورد ریاضی به شخصی اهدا می‌گردد. گفته می‌شود کانتور بر این باور بوده که نظریه اعداد ترامتناهی از سوی خدا به‌وی الهام شده بوده‌است. مشهور است که داوید هیلبرت از دستاورد کانتور در برابر منتقدان، این‌چنین دفاع می‌کرد: "هیچ‌کس نمی‌تواند ما را از بهشتی که کانتور آفریده، بیرون کند."

## زندگی

### جوانی و مطالعات

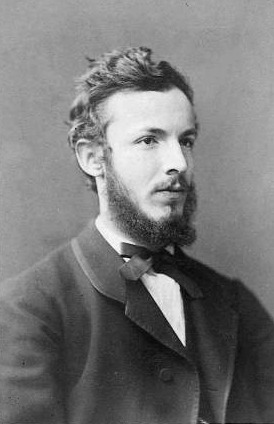

کانتور در سال ۱۸۴۵ و در بخش غربی بازرگان‌نشین شهر سن‌پترزبورگ در روسیه به‌دنیا آمد و تا یازده سالگی در آن شهر زندگی کرد. گئورگ که بزرگترین فرزند میان شش فرزند خانواده بود، ویولن را بسیار عالی می‌نواخت و گفته می‌شود که مهارت هنری و موسیقایی فوق‌العاده خود را از پدر و مادرش به ارث برده بود. فرانتس بوهم (۱۷۸۸–۱۸۴۶)، پدر بزرگ وی و برادر ویولونیست معروف ژوزف بوهم، یکی از موسیقی‌دانان نام‌آور و تکنواز یکی از ارکسترهای سلطنتی در امپراتوری روسیه بود. پدر کانتور یکی از اعضای بورس اوراق بهادار در سن‌پترزبورگ بود. اما زمانی که بیمار شد، در سال ۱۸۵۶ به‌همراه خانواده به آلمان مهاجرت کرد. در ابتدا ساکن شهر ویسبادن شدند و سپس در پی یافتن شرایط اقلیمی ملایم‌تری از زمستان‌های سن‌پترزبورگ، به فرانکفورت نقل مکان کردند. کانتور در سال ۱۸۶۰ با نمره بسیار عالی از دبیرستانی در دارمشتات فارغ‌التحصیل شد و آموزگارانش به مهارت‌های استثنایی وی در ریاضیات، به‌ویژه در مثلثات، اشاره داشتند. کانتور در سال ۱۸۶۲ وارد دانشگاه زوریخ شد. پس از مرگ پدر و با دریافت ارثیه‌ای قابل توجه، در دانشگاه برلین به مطالعات خود ادامه داد و سر کلاس‌های لئوپولد کرونکر، کارل وایرشتراوس، و ارنست کومر حاضر شد. او تابستان سال ۱۸۶۶ را در دانشگاه گوتینگن گذراند که چه در آن زمان و چه بعدها، مرکز پژوهش‌های ریاضی بود.

### آموزگار و پژوهش‌گر
در سال ۱۸۶۷ کانتور رساله دکتری خود را، که دربارهٔ نظریه اعداد بود، در دانشگاه برلین به پایان رساند. پس از یک دوره کوتاه تدریس در مدرسه‌ای دخترانه در برلین، شغلی در دانشگاه هاله پذیرفت و تمام دوره کاری خود را در همین دانشگاه گذراند. با آغاز فعالیت در دانشگاه هاله، او رساله دیگری دربارهٔ نظریه اعداد نوشت و در سال ۱۸۶۹ ارائه داد که توانست جایزه فرهیختگی را برای او به‌ارمغان بیاورد (این جایزه که در برخی از کشورهای اروپایی و آسیایی مرسوم است، به کسی داده می‌شود که توانسته باشد پس از دریافت مدرک دکتری، پژوهش بیشتری انجام دهد و رساله برجسته و ممتازی راجع به آن بنویسد).
در سال ۱۸۷۴، کانتور با والی گوتمان ازدواج کرد. آن‌ها صاحب شش فرزند شدند و آخرین آن‌ها (ردولف) در سال ۱۸۸۶ به‌دنیا آمد. با آنکه درآمد آکادمیک کانتور چندان زیاد نبود، اما به‌یمن ارثیه‌ای که به وی رسیده بود، او می‌توانست از پس مخارج خانواده‌اش بربیاید. ماه‌عسل آن‌ها در کوه‌های هارتس گذشت و در طی آن، کانتور زمان زیادی را صرف مباحثات ریاضی با ریچارد ددکیند کرد. وی دو سال قبل از آن نیز، زمانی که در سوییس تعطیلات می‌گذراند، با ددکیند ملاقات کرده بود.
کانتور در سال ۱۸۷۲ به مرتبهٔ دانشیاری و در سال ۱۸۷۹ به مرتبهٔ استادتمامی ارتقاء یافت. با اینکه دستیابی به مرتبهٔ علمی اخیر در سن ۳۴ سالگی دستاورد بسیار بزرگی برای او بود اما کانتور بیشتر تمایل داشت در یک دانشگاه معتبرتر به تدریس بپردازد. وی بیشتر دانشگاه برلین را در نظر داشت که در آن زمان یک دانشگاه بسیار پیشرو بود. اما ضدیت‌های برآمده در برابر کارهای علمی او بیش از آن بود که این امر برای وی ممکن گردد. کرونکر که تا زمان مرگش در سال ۱۸۹۱ مدیریت دپارتمان ریاضی دانشگاه برلین را بر عهده داشت، از اینکه با کانتور همکاری علمی داشته باشد، روز به‌روز ناراحت‌تر می‌شد و کانتور را یک «فاسدکنندهٔ جوانان» می‌پنداشت؛ چراکه کانتور ایده‌های خود را به نسل جوان‌تری از ریاضی‌دانان نیز آموزش می‌داد. حتی بدتر از آن، کرونکر که در جهان ریاضیات شخصیتی شناخته‌شده، و پیش‌تر نیز استاد کانتور، بود به‌طور اساسی با پیشرفت کار کانتور مخالفت می‌کرد. کرونکر، که اکنون از او به‌عنوان یکی از بنیان‌گذاران مکتب ساخت‌گرایی یاد می‌شود، چندان دل خوشی از نظریهٔ مجموعه‌های کانتور نداشت؛ چراکه این نظریه مدعی وجود مجموعه‌هایی با ویژگی‌هایی معینی بود، بدون آن‌که مثال‌های مشخصی از آن‌ها ارائه دهد. کانتور به این باور رسید که موضع سرسختانهٔ کرونکر مانعی بر سر راه ترک دانشگاه هاله به‌قصد برلین خواهد تراشید.
در سال ۱۸۸۱، ادوارد هاینه که در دانشگاه هاله همکار کانتور بود، درگذشت و بنابراین یک کرسی تدریس خالی در آن دانشگاه برجای ماند. کانتور پیشنهاد کرد که این کرسی به‌ترتیب اولویت به ددکیند، هاینریش ام وبر، و فرانتس مرتنز داده شود. این پیشنهاد با موافقت دانشگاه همراه بود، اما هیچ‌یک از این افراد این پیشنهاد را نپذیرفتند. سرانجام این کرسی به فردریش وانگرین داده شد، اما او هرگز به کانتور نزدیک نبود.
در سال ۱۸۸۲، مکاتبات ریاضی میان کانتور و ددکیند به‌پایان رسید و دلیل آن ظاهراً همان نپذیرفتن کرسی دانشگاه هاله از سوی ددکیند بود. کانتور مکاتبات مهم دیگری را با گوستا میتاگ-لفلر در سوئد آغاز کرد و خیلی زود مقالات خود را در ژورنال میتاگ-لفلر با نام آکتا متمتیکا (Acta Mathematica) منتشر کرد. اما او در مورد طبیعت فلسفی اصطلاح‌شناسی جدید در مقاله‌ای که کانتور در سال ۱۸۸۵ به ژورنال آکتا فرستاده بود، نگرانی خود را بیان داشت. زمانی که مقالهٔ کانتور در ژورنال در حال مرور بود، او از کانتور خواست که مقاله‌اش را پس بگیرد و به‌او نوشت: «... هنوز صد سال زود است.» کانتور موافقت کرد اما بعد از آن روابطش را با میتاگ-لفلر قطع کرد و به یک شخص سوم چنین نوشت:
اگر به حرف میتاگ-لفلر باشد، من باید تا سال ۱۹۸۴ صبر کنم، که برای من، تقاضایی بیش از حد توانم است! … دیگر هیچ‌چیزی نمی‌خواهم در مورد آکتا متمتیکا بشنوم.
در سال ۱۸۸۴، کانتور از دور نخست افسردگی‌هایی که بر ما شناخته شده‌است، رنج برد. انتقادها از دستاوردهایش، ذهنش را به خود مشغول ساخته بود: در تمام پنجاه و دو نامه‌ای که در سال ۱۸۸۴ به لفلر-میتاگ نوشته بود، نام کرونکر هم دیده می‌شد. متنی از یکی از این نامه‌ها، نشان می‌دهد که تا چه حد به اعتماد به‌نفس کانتور آسیب وارد شده بود:
نمی‌دانم که چه هنگام به ادامه انجام کارهای علمی خود باز خواهم گشت. در حال حاضر، مطلقاً نمی‌توانم روی آن‌ها کار کنم و خودم را تنها به هرآنچه که باید تدریس کنم محدود می‌نمایم؛ چه می‌شد اگر طراوت ذهنی خود را بازمی‌یافتم، که در این‌صورت فعالیت علمی تا چه پایه بر خشنودی من می‌افزود…
این بحران موجب شد تا وی به‌جای ریاضیات، متقاضی تدریس فلسفه شود. او همچنین مطالعاتی جدی در زمینه ادبیات الیزابتان آغاز نمود، چراکه فکر می‌کرد خواهد توانست مدرکی پیدا کند تا نشان دهد نمایش‌نامههای منتسب به شکسپیر، در اصل نوشته‌های فرانسیس بیکن بوده‌اند. این مطالعات سرانجام منجر به انتشار دو کتابچه در سال‌های ۱۸۹۶ و ۱۸۹۷ گردید.
کانتور سپس بهبودی حاصل کرد و متعاقباً مشارکت‌های مهمی در ریاضیات نمود، از جمله برهان قطری و قضیهٔ کانتور. با این وجود، او هرگز به سطح بالای مقالات خود که در سال‌های ۱۸۷۴ تا ۱۸۸۴ نوشته بود، نرسید. وی سرانجام در پی تلاشی آشتی‌جویانه با کرونکر برآمد و در این کار موفق نیز شد، اما موضع‌گیری‌های سرسختانهٔ فلسفی، مانع از آن بود که آن‌ها به یکدیگر نزدیک شوند.
در سال ۱۸۹۰، کانتور نقشی اساسی در بنیان‌گذاری انجمن ریاضی آلمان داشت و مسئولیت برگزاری نخستین مجمع آن در دانشگاه هاله را بر عهده داشت. او در این مجمع برهان قطری خود را معرفی کرد. علی‌رغم مخالفت کرونکر با دستاوردهای کانتور، او به‌عنوان یک ریاضی‌دان از اعتبار کافی برخوردار بود و بنابراین سایر ریاضی‌دانان از برگزیده شدن وی به‌عنوان نخستین رئیس انجمن، ابراز نگرانی نمی‌کردند. کرونکر دیگر دشمنی با کانتور را کنار گذاشته بود و کانتور از او دعوت کرد تا در آن کنفرانس، یک سخنرانی داشته باشد؛ اما از آنجا که همسر کرونکر در پی یک حادثه در اسکی در حال مرگ بود، نتوانست سخنرانی کند.

### سال‌های پسین
پس از بستری شدن کانتور در سال ۱۸۴۵ تا سال ۱۸۹۹، هیچ مدرکی نیست که نشان دهد او در خلال این مدت در رامشگاه تمدد اعصاب بوده باشد. خیلی زود پس از آن که وی برای دومین بار بستری شد و هنگامی که او داشت دربارهٔ دیدگاه‌های خود راجع به نظریهٔ بیکن و ویلیام شکسپیر سخنرانی می‌کرد، خبر مرگ ناگهانی ردلف (جوان‌ترین فرزند کانتور) به او رسید و این تراژدی باعث از بین رفتن بخش زیادی از هیجان کانتور برای انجام کارهای ریاضی شد. در سال ۱۹۰۳، کانتور بار دیگر بستری شد. یک سال پس از آن، مقاله‌ای از ژولیوس کونیگ که به سومین کنگره بین‌المللی ریاضی‌دانان فرستاده بود، کانتور را بسیار آشفته و خشمگین کرد. این مقاله تلاش می‌کرد تا ثابت کند اصول بنیادین نظریه مجموعه‌های ترامتناهی، نادرست هستند. (اکنون از کونیگ بیشتر به‌خاطر این‌که، برخلاف نظر کانتور، خاطرنشان کرد برخی از مجموعه‌ها نمی‌توانند خوش‌ترتیب شوند، نام برده می‌شود). از آنجا که این مقاله در حضور دختران و همکاران کانتور خوانده شد، کانتور چنین احساس کرد که در برابر عموم به او توهین شده‌است. اگرچه ارنست تسرمه‌لو در ظرف کمتر از یک روز بعد از آن ثابت کرد که اثبات کونیگ نادرست است، کانتور همچنان دچار شوک روحی بود، و حتی لحظاتی در مورد نظریه‌اش از خدا پرسش می‌کرد. کانتور تا پایان عمر از افسردگی مزمن رنج برد و به‌همین دلیل چندین بار از وی خواسته شد تا تدریس نکند و به‌دفعات در رامشگاه‌های گوناگون تمدد اعصاب محبوس گشت. رخدادهای سال ۱۹۰۴ پیش از یک سری بستری شدن‌ها در خلال دو یا سه سال اتفاق افتادند. اما او ریاضیات را به‌طور کامل رها نکرد و در کنگره‌ای از انجمن ریاضی آلمان که در سال ۱۹۰۳ تشکیل شد، دربارهٔ پارادوکسهای نظریه مجموعه‌ها (پارادوکس بورالی–فورتی، پارادوکس کانتور، و پارادوکس راسل) کلاسی برگزار کرد و در کنگرهٔ بین‌المللی ریاضی‌دانان که در سال ۱۹۰۴ در هایدلبرگ تشکیل شده بود، شرکت کرد.
در سال ۱۹۱۱، کانتور یکی از میهمانان خارجی ویژه‌ای بود که در پانصدمین سالگرد تأسیس دانشگاه سنت اندروز در اسکاتلند شرکت کرد. کانتور با این امید حضور بهم رساند تا بتواند برتراند راسل را ملاقات کند؛ چراکه کتاب تازه‌منتشرشدهٔ راسل با نام پرینکیپیا متمتیکا به‌دفعات زیاد از دستاوردهای کانتور نام برده بود. اما کانتور موفق به چنین دیداری نشد. در سال پس از آن، دانشگاه سنت اندروز یک دکتری افتخاری به کانتور داد، اما بیماری مجال آن را نداد که وی شخصاً در مراسم ویژه شرکت و این مدرک را دریافت کند.
کانتور در سال ۱۹۱۳ بازنشسته شد و در طی جنگ جهانی اول، از فقر و سوء تغذیه رنج می‌برد. جشن تولد هفتادسالگی او که قرار بود به‌طور عمومی برگزار شود، به‌علت جنگ لغو شد. او در ۶ ژانویه ۱۹۱۸ و در یک رامشگاه تمدد اعصاب، جایی که سال‌های پایانی عمر خود را صرف می‌کرد، درگذشت.

## دستاورد ریاضی

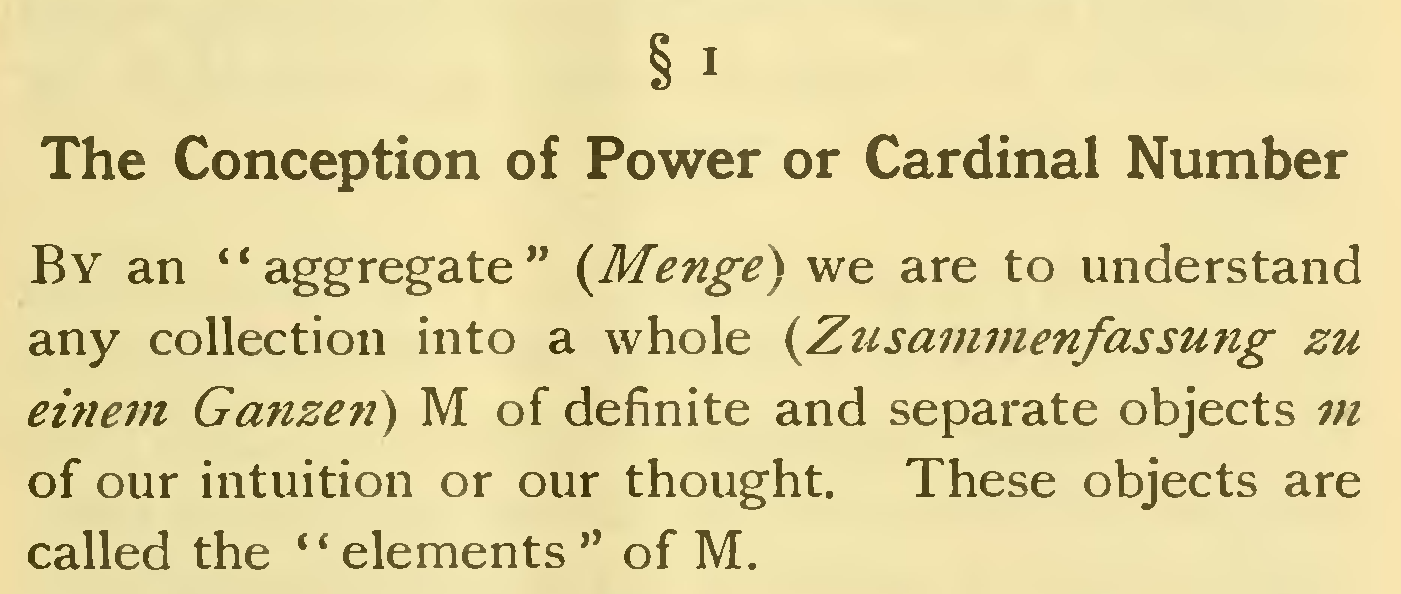
برخی از دست نوشته های ریاضی گئورگ فردیناند لودویگ فیلیپ کانتور

کارهای علمی کانتور بین سال‌های ۱۸۷۴ تا ۱۸۸۴، شالودهٔ نظریه مجموعه‌ها را ریخت. تا پیش از آن، مفهوم مجموعه بیشتر یک مفهوم ابتدایی بود که از زمان آغاز ریاضیات و از زمان ایده‌های ارسطو، به‌طور ضمنی همواره مورد استفاده قرار می‌گرفت. اما هیچ‌کس به‌این فکر نیفتاده بود که نظریه مجموعه‌ها، می‌تواند دارای محتوایی باارزش باشد. تا پیش از کانتور، تنها مجموعه‌های متناهی (که درک آن‌ها بسیار ساده است) وجود داشتند و تنها یک بی‌نهایت وجود داشت که بیشتر یک موضوع بحث فلسفی بود و نه ریاضی. کانتور با اثبات این‌که مجموعه‌های بی‌نهایت با اندازه‌های بسیار گوناگونی می‌توانند وجود داشته باشند، نشان داد که نظریه مجموعه‌ها موضوع کم‌اهمیتی نیست و نیازمند مطالعه جدی است. در ریاضیات مدرن، نظریه مجموعه‌ها نقشی بنیادین بازی می‌کند، به‌این ترتیب که این نظریه حکم‌های موجود دربارهٔ اشیاء ریاضی (همچون اعداد و نگاشت‌ها) از تمام زمینه‌های سنتی ریاضیات مانند جبر، آنالیز و توپولوژی را در زیر یک سقف گرد هم می‌آورد، و با استفاده از مجموعه‌ای از اصول موضوع، به اثبات درستی یا نادرستی آن‌ها می‌پردازد. مفاهیم پایه‌ای نظریه مجموعه‌ها اکنون در سرتاسر ریاضیات مورد استفاده قرار می‌گیرند.
کانتور در یکی از نخستین مقاله‌هایش ثابت کرد که مجموعه اعداد حقیقی «پرشمارتر» از مجموعه اعداد طبیعی است و این نخستین بار بود که نشان می‌داد بی‌نهایت مجموعه با اندازه‌های گوناگون وجود دارند. وی همچنین نخستین کسی بود که به اهمیت تناظر یک به یک در نظریه مجموعه‌ها پی برد. او از این مفهوم برای تعریف مجموعه‌های متناهی و نامتناهی استفاده، و مجموعه‌های اخیر را به دو بخش شمارای نامتناهی و ناشمارای نامتناهی تقسیم کرد.
کانتور در توپولوژی نیز مفاهیم مهمی را معرفی کرد و ارتباط آن‌ها را با عدد اصلی نشان داد. برای مثال، او نشان داد با این‌که مجموعهٔ کانتور یک مجموعهٔ هیچ‌جاچگال است، اما عدد اصلی آن با عدد اصلی مجموعه اعداد حقیقی برابر است، درحالی‌که اعداد گویا همه‌جاچگال اما شمارا هستند.
کانتور ساختمان‌های مهمی را در نظریه مجموعه‌ها معرفی کرد که از آن جمله می‌توان به مجموعهٔ توانی مجموعهٔ مفروض {\displaystyle A} اشاره کرد که عبارت است از مجموعهٔ همهٔ زیرمجموعه‌های {\displaystyle A}. او بعداً ثابت کرد که اندازهٔ مجموعهٔ توانی {\displaystyle A} اکیداً بزرگتر از اندازهٔ خود مجموعهٔ {\displaystyle A} است و این حکم حتی در مورد مجموعه‌های نامتناهی نیز برقرار است. این نتیجه خیلی زود به قضیهٔ کانتور معروف شد. کانتور همچنین به شرح و بسط کامل نظریه و حساب مجموعه‌هایی نامتناهی با نام اعداد اصلی و اعداد ترتیبی پرداخت. این حساب، تعمیمی از حساب معمول اعداد طبیعی بود. نمادگذاری او برای اعداد اصلی، حرف عبری {\displaystyle \aleph } (الف) بود همراه با یک عدد طبیعی به‌صورت زیرنویس. برای اعداد ترتیبی نیز او حرف یونانی {\displaystyle \omega } (امگا) را به‌کار گرفت. این نمادگذاری امروزه نیز مورد استفادهٔ ریاضی‌دانان است.
فرضیهٔ پیوستار نیز، که توسط کانتور معرفی شد، نخستین مسئله از فهرست بیست و سه مسئلهٔ حل نشده در ریاضیات بود که داوید هیلبرت در کنگرهٔ بین‌المللی ریاضی‌دانان که در سال ۱۹۰۰ در پاریس برگزار شد، مطرح کرد. دستاورد کانتور، توجه افراد دیگری را نیز، گذشته از هیلبرت، به‌سوی خود جلب کرد. چارلز سندرز پرس، فیلسوف آمریکایی، نظریه مجموعه‌های کانتور را مورد تحسین قرار داد، و نیز پس از سخنرانی کانتور در نخستین کنگرهٔ بین‌المللی ریاضی‌دانان که در سال ۱۸۹۷ در شهر زوریخ برگزار شد، هورویتز و هادامارد، هر دو نظریه‌های کانتور را تحسین کردند. در همان کنگره، کانتور به تجدید دوستی با ددکیند پرداخت و به مکاتبات خود با وی ادامه داد. از سال ۱۹۰۵، کانتور با دوست انگلیسی خود فیلیپ جوردین در مورد تاریخچهٔ نظریه مجموعه‌ها و عقاید مذهبی خود به مکاتبه پرداخت و حاصل مکاتبات وی بعدها، همچون دیگر نوشته‌های او، به چاپ رسید.